# Prisonniers de guerre de la guerre franco-allemande de 1870

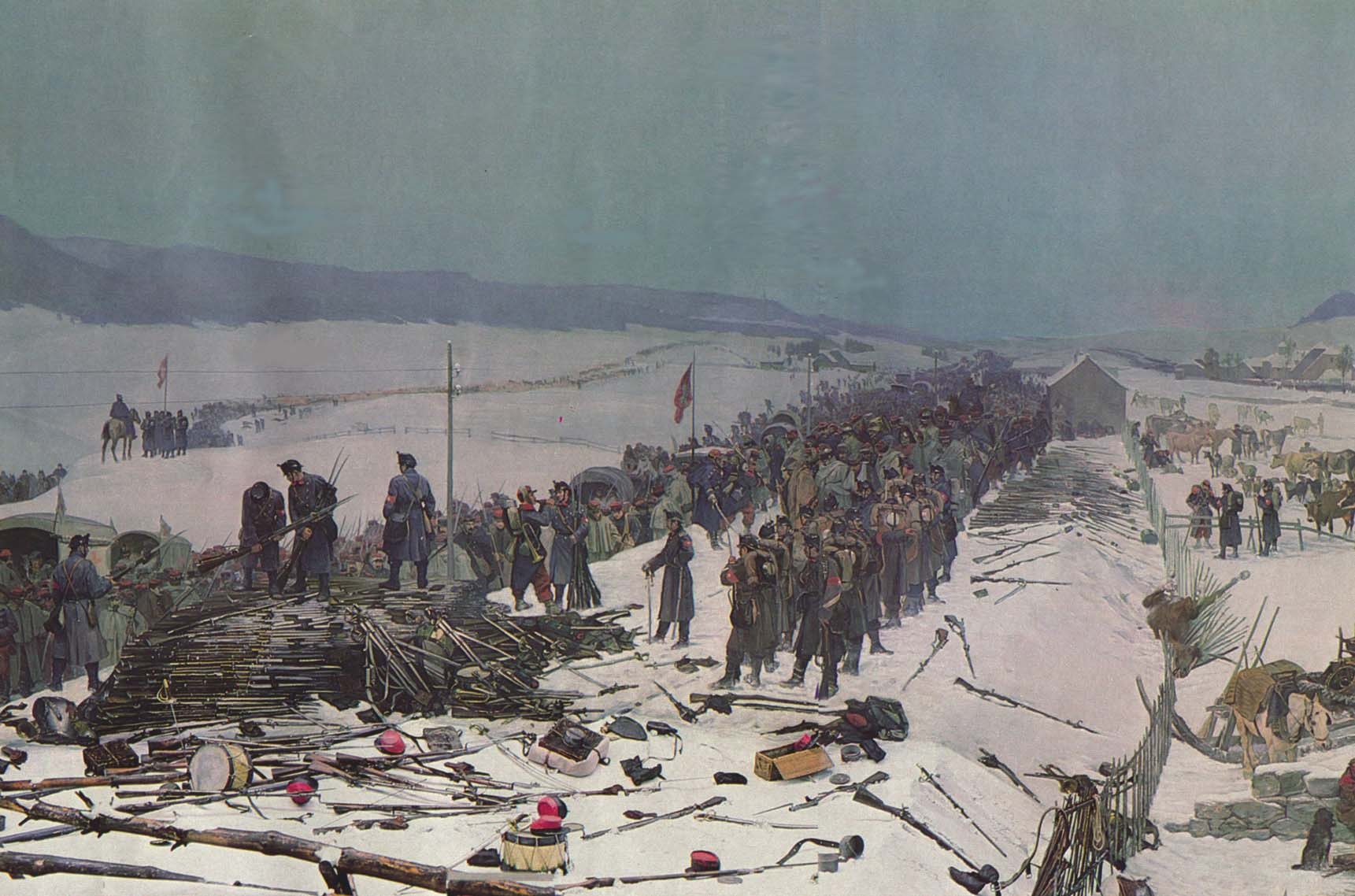
Édouard Castres, Panorama Bourbaki (1889, détail), Lucerne, Panorama Bourbaki. Armée de l'Est arrivant en Suisse.

À l'issue de la guerre franco-allemande de 1870 fin janvier 1871, 371 981 soldats et 11 810 officiers sont prisonniers en Allemagne contre moins de 40 000 Allemands capturés par l’armée française. On peut ajouter aux militaires captifs en Allemagne les 87 000 hommes de l’armée de l’Est internés en Suisse en février 1871.
L'inconfort du transfert en Allemagne et de la captivité dans des camps improvisés est principalement dû au manque de moyens des autorités allemandes débordées par cet afflux imprévu.

## Conséquence du désastre subi par l’armée française
Ces chiffres peuvent être mis en rapport avec des effectifs d’environ 290 000 présents dans l’Est à l’entrée en guerre et de 1 600 000 hommes mobilisés au maximum dont seule une partie fut engagée au combat. En janvier 1871, le nombre de prisonniers est probablement supérieur à celui des combattants réels. L'ampleur du désastre apparaît d'autant plus en comparaison avec les 600 000 prisonniers français de la Première Guerre mondiale d'une armée qui mobilisa 8 400 000 hommes durant quatre ans.
Les principales captures de prisonniers par les armées allemandes ont eu lieu successivement le 6 août à la bataille de Woerth (9 000), le 2 septembre à la capitulation de Sedan (75 000), aux redditions à la suite des sièges de Strasbourg (17 000) le 28 septembre, de Metz le 29 octobre 1870 (142 000).
Les officiers sont faits prisonniers après avoir refusé la proposition des Allemands de libération sous engagement de ne pas reprendre les armes.
Par ailleurs, 87 000 hommes de l’Armée de l’Est furent internés en Suisse en février 1871.

## Le transfert en Allemagne
L’armée vaincue de Sedan fut laissée  pendant dix jours, de la reddition du 2 septembre au départ le 12 septembre, dans la presqu’île d’Iges, dans un méandre de la Meuse. Cet espace fermé au nord par la Meuse, au sud par le canal de l'Est, cerné de gardes bavarois brutaux fut surnommé le camp de la Misère. Les 80 000 soldats parqués avec leurs chevaux sous la pluie, sans matériel de campement, affamés avec pour seul approvisionnement des rations acheminées par la place de Mézières meurent par centaines de faim ou de dysenterie provoquée par l'absorption d'aliments corrompus ou de l'eau de la Meuse polluée par les cadavres. Les survivants partent ensuite à pied jusqu’à Pont-à-Mousson à une centaine de kilomètres. La garde de ces files est insuffisante ce qui permet de nombreuses évasions. Après cette marche épuisante, les prisonniers sont transportés en train dans des wagons de marchandises, dans quelques cas dans des tombereaux non couverts sous la pluie, jusqu’à leur lieu de captivité en Allemagne. 
Les officiers furent convoyés avec leurs ordonnances par trains spéciaux en voitures de voyageurs et leurs chevaux dans des fourgons.
Les prisonniers du siège de Metz furent d’abord parqués dans des camps dans les localités environnantes dans le froid et sous la pluie avant une marche jusqu’à des localités distantes de plusieurs dizaines de kilomètres, Remilly, Forbach et Sarrelouis, puis un voyage en train de plusieurs jours jusqu'en Allemagne, entassés dans des wagons à bestiaux. Les habitants des départements français de l’Est s’efforcent d’aider les prisonniers au cours de leur voyage en distribuant des vivres, des boissons et des vêtements. Certains parviennent à s’évader à cette occasion.

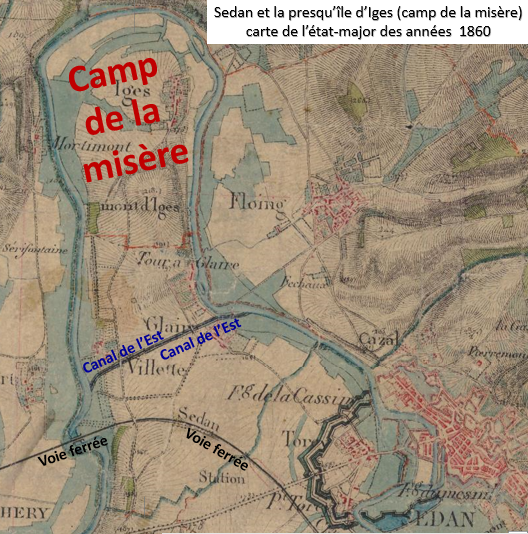
Sedan et le camp de la misère sur carte contemporaine du désastre de 1870.
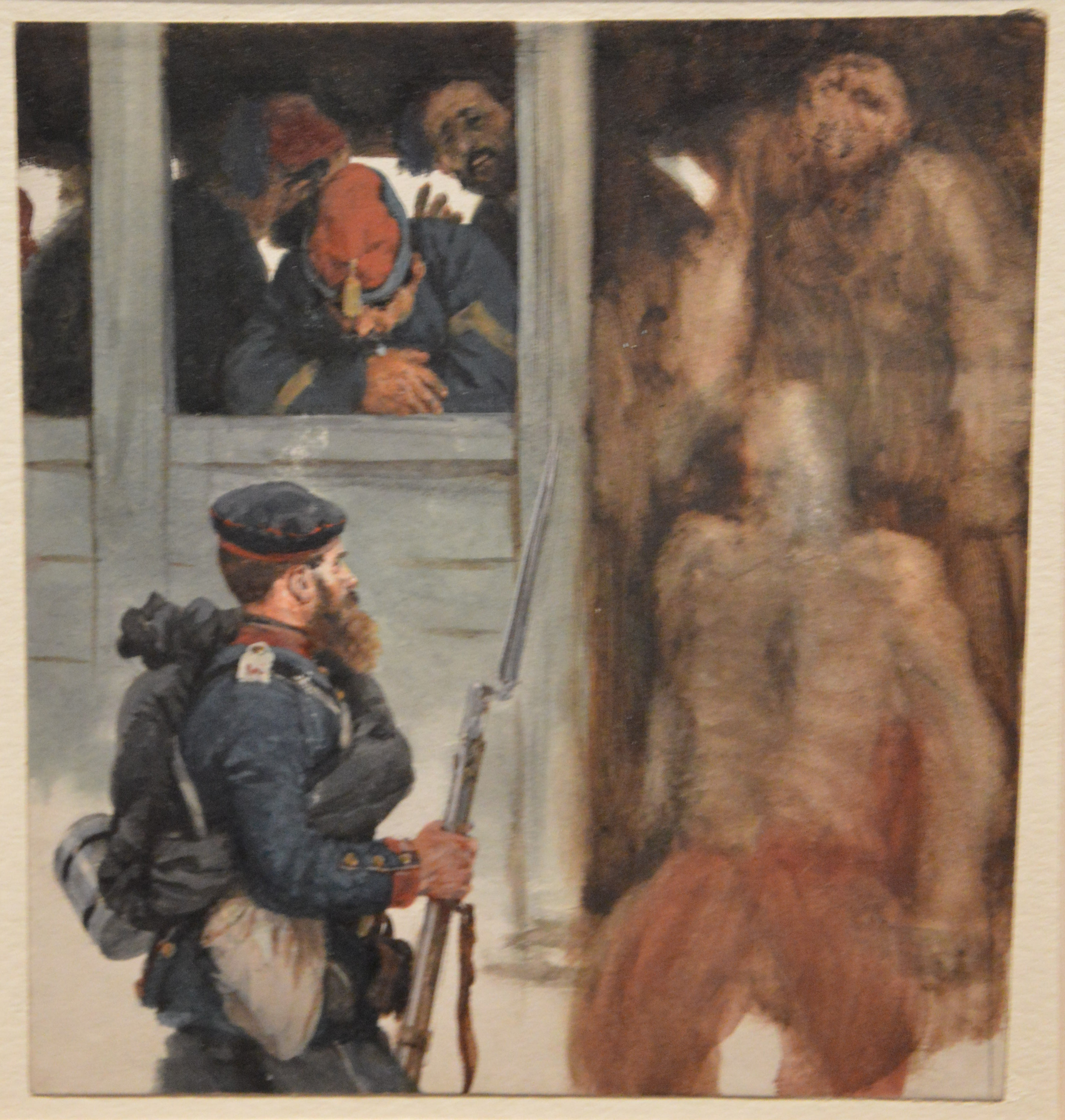
Adolph Menzel, Arrivée des prisonniers de guerre français à Berlin, Berlin, Alte Nationalgalerie.
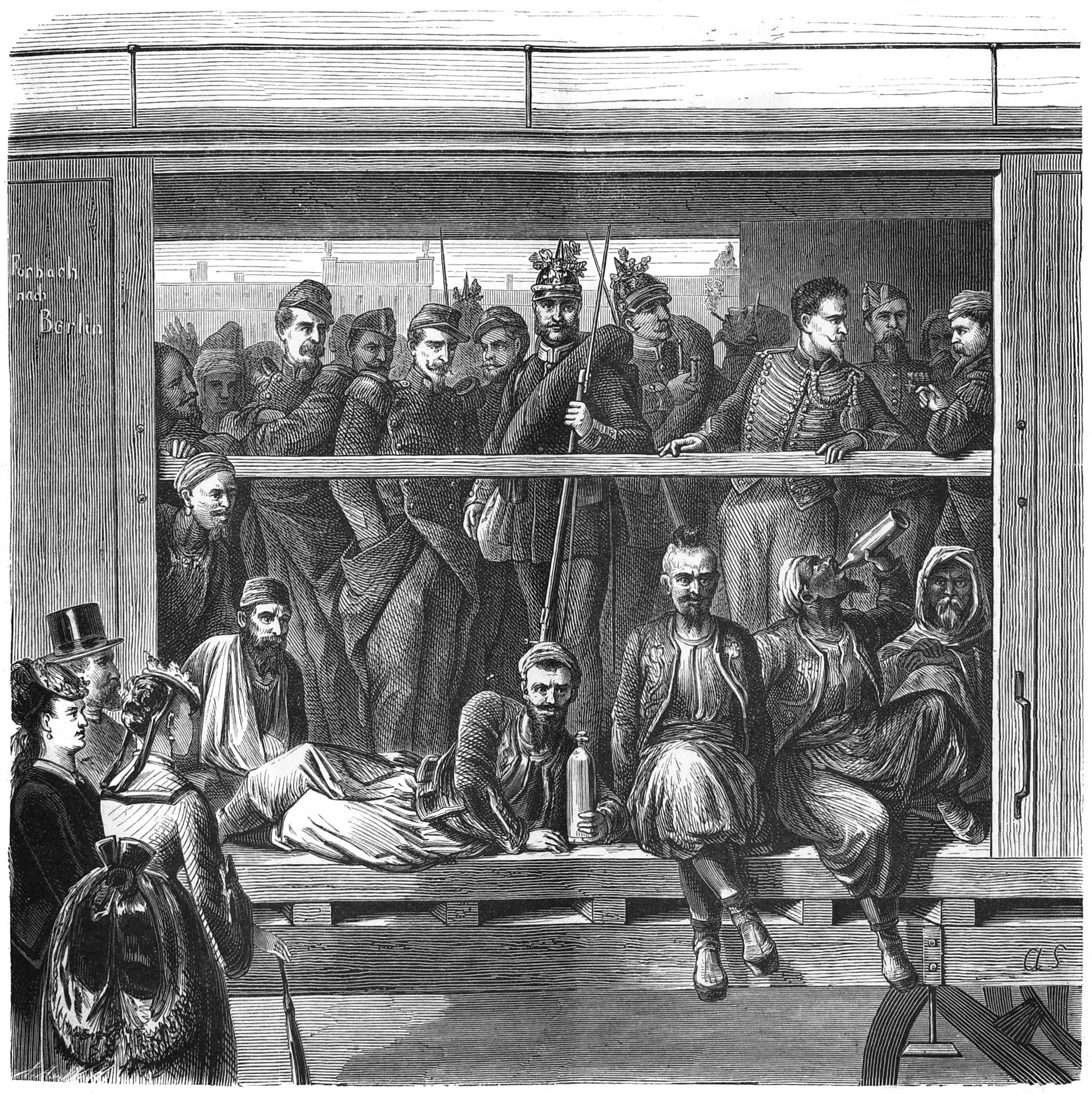
Transport des prisonniers français en 1870, illustration du journal Die Gartenlaube (1870).

## Les conditions de captivité

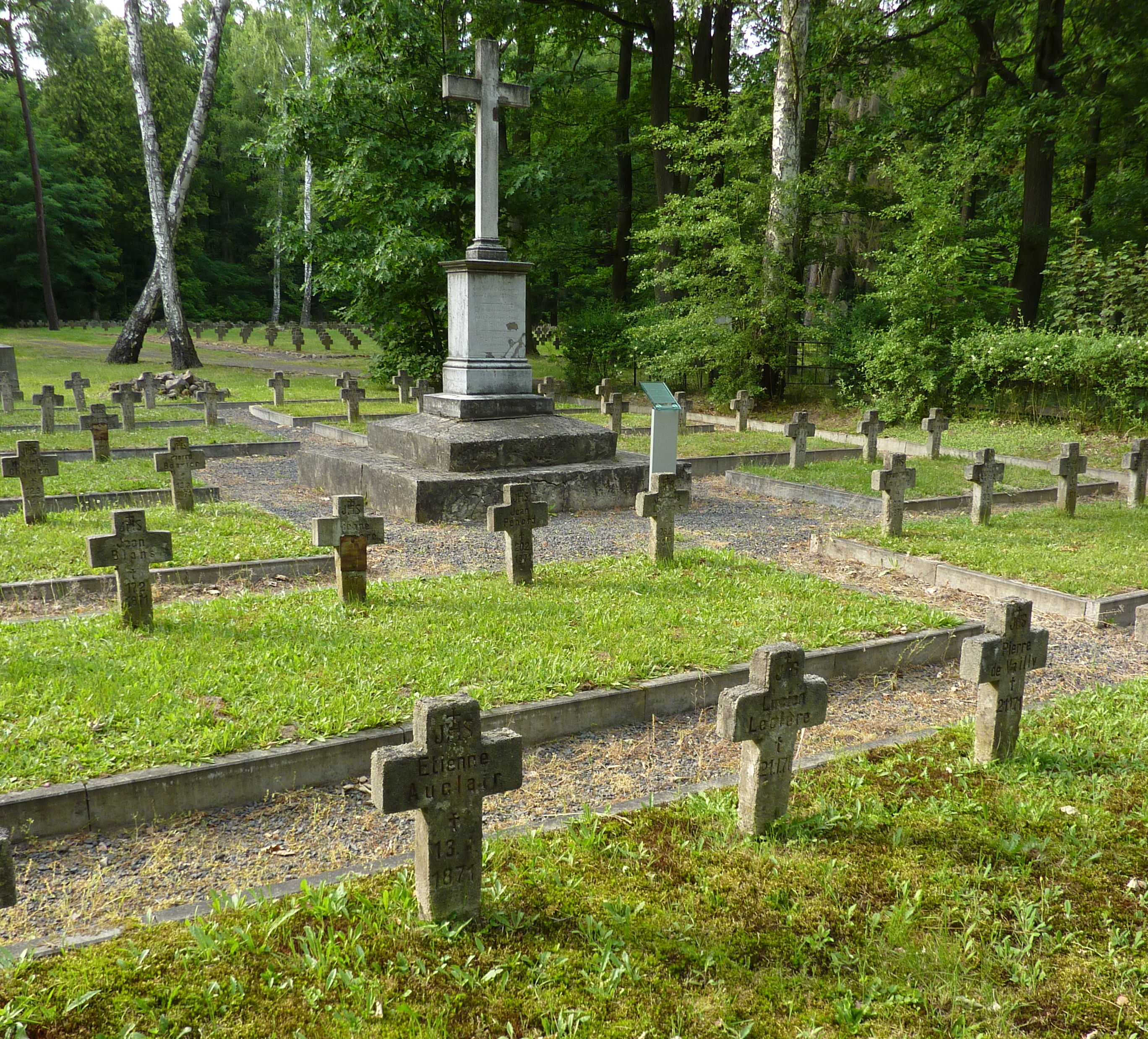
Cimetière de prisonniers français de 1870-1871 de Lamsdorf (actuellement Łambinowice).

### Soldats du rang
Les soldats du rang répartis dans 242 localités sur l'ensemble de l'Allemagne, d'ouest en est, des régions proches de la frontière à la Poméranie, sont entassés dans des camps établis dans des vieux forts, des casernes, des baraques en bois construites par les premiers arrivés, dans des conditions d’hygiène précaires. L’alimentation est insuffisante et les prisonniers souffrent du froid d’un hiver très rude. La promiscuité et la saleté sont un terrain propice aux épidémies de variole et de fièvres diverses. Beaucoup souffrent de scorbut dû aux carences alimentaires. 
Le travail n’est pas obligatoire mais beaucoup y sont contraints par la nécessité d’un gagne-pain. 
Après un hiver très dur les conditions s’améliorent au printemps avec une meilleure nourriture et un moindre entassement dans les camps après les premiers rapatriements. Les conditions sont très variables suivant les camps. Dans certains, les gardiens maltraitent les prisonniers, dans d'autres leur comportement est humain. Cependant, la cause principale de la dureté de la captivité est le manque de moyens face à un afflux exceptionnellement massif qui n'avait pas été prévu.

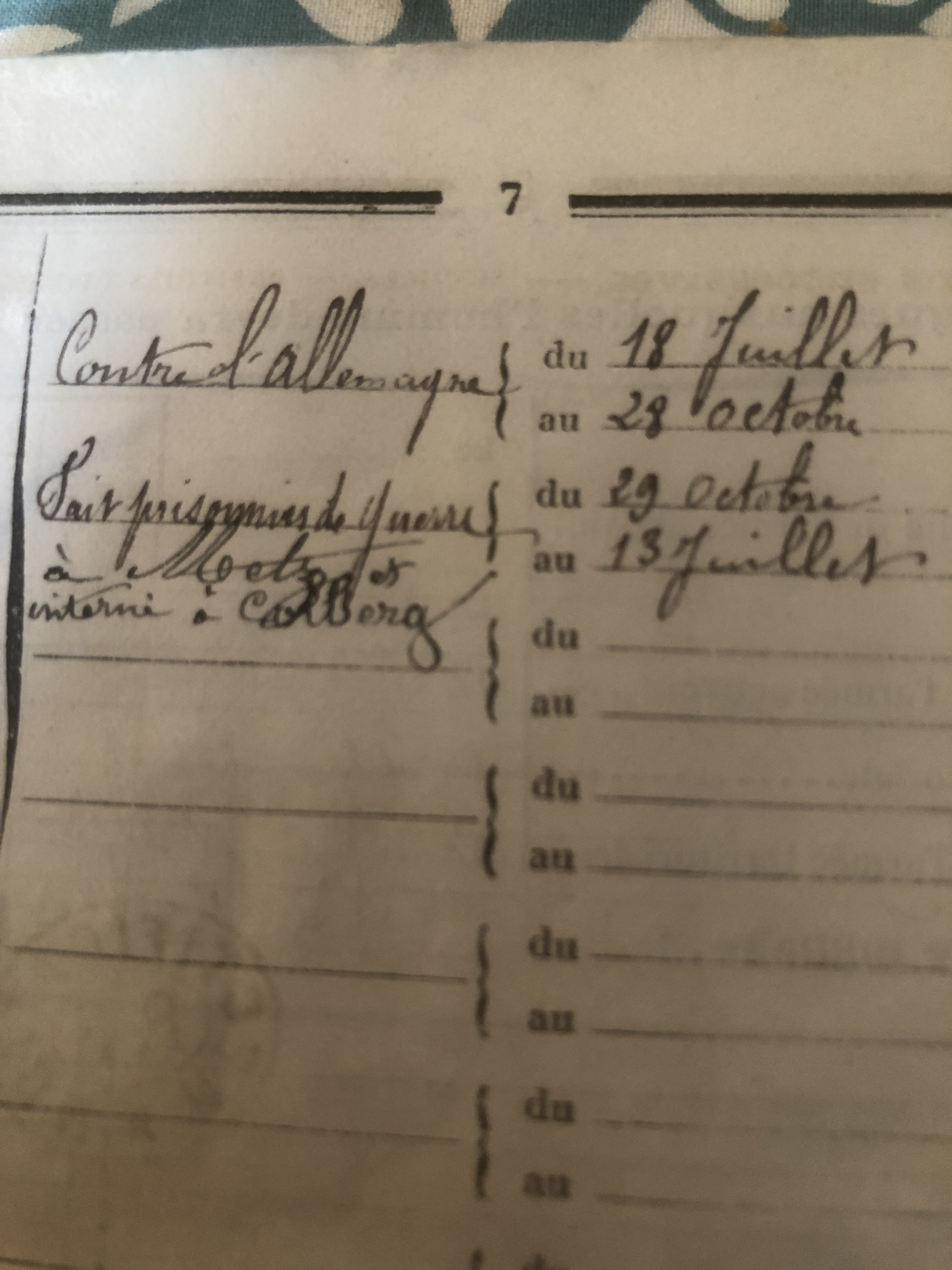
Campagne 1870-1871- Armèe de Bazaine. Captivitè en Pomèranie.

18 000 prisonniers morts en captivité sont enterrés en Allemagne.

### Officiers
Les sous-officiers peuvent cependant sortir de la caserne ou du camp.  
Le sort des 11 860 officiers, comprenant 956 officiers supérieurs dont 152 généraux et 183 colonels est plus confortable. Le gouvernement allemand leur verse une demi-solde de captivité, 70 thalers pour un général, 25 pour un capitaine, 12 pour un sous-lieutenant. Beaucoup d'entre eux bénéficient d'une aide complémentaire de leur famille. Prisonniers sur parole dans la ville où ils sont assignés à résidence, ils logent chez l'habitant ou dans des auberges et sont libres de leurs déplacements sous condition de se rendre une fois par semaine au bureau de la place, ce qui leur permet des excursions.

## L’aide aux prisonniers
Des secours, initiatives privées, amis sollicités par les officiers prisonniers et associatives, atténuent la détresse des prisonniers par des aides financières et en nature notamment vêtements chauds. Des journaux publient des listes et lancent des souscriptions. Des dons parviennent également d’autres pays, par exemple ceux du Comité américain de la ville de New York.
La Prusse et la France avaient adhéré à la Convention de Genève  du 22 août 1864 portant principalement sur les secours aux militaires blessés sur le champ de bataille. À la suite de cette convention, des sociétés nationales de la Croix-Rouge sont constituées en France, en Prusse et au Wurtemberg. Des sociétés neutres d’autres nationalités aident également les blessés. La Croix Rouge ouvre à Bâle le 18 juillet 1870, sa première agence qui constitue un Comité international de secours pour les prisonniers de guerre, la Croix verte où travaillent fin septembre 1870, une cinquantaine de bénévoles. La Croix Verte se charge de l’envoi des lettres, médicaments, mandats, vivres et s'efforce de répondre aux demandes de renseignements. À cet effet, des listes de prisonniers sont établies. Mille lettres sont acheminées par jour en janvier 1871.

## Les évasions
La surveillance est assez légère au début ce qui permet des évasions, nombreuses dans les villes proches des frontières de Belgique, des Pays-Bas et d’Autriche-Hongrie.
Un seul des généraux capturés à Metz et à Sedan, Clinchant s’évade de Mayence début décembre, rejoint la Loire, puis est nommé adjoint de Bourbaki à l’armée de l’Est.
Paul Déroulède, assigné à résidence à Breslau, passe la frontière autrichienne en décembre arrive à Tours après un long périple ferroviaire et participe aux combats de l’armée de l’Est de janvier 1871. Le capitaine Albert Candelot s'évade et traverse la Meuse à la nage et prend part à la bataille de Champigny.

## Les rapatriements
L’article 6 des préliminaires de paix du 26 février 1871 prévoit la libération des prisonniers. Seule une minorité a les moyens de financer le retour à cette date. Le rapatriement est organisé par la convention de Ferrières du 11 mars. Le retour est assez lent. Une minorité est transportée par bateaux envoyés par le Gouvernement français à Brême et Hambourg : 270 000 rentrent en train, 25 000 isolément, de fin mars au 24 avril.
Le rapatriement est suspendu jusqu’à la signature du traité de Francfort le 10 mai. À cette date, il reste 138 000 prisonniers. Le rapatriement s’achève le 16 août 1871 sauf pour des francs-tireurs et des condamnés de droit commun pour avoir attaqué ou blessé des Allemands. Ceux-ci restent en Allemagne jusqu’en 1872 et ne sont libérés qu’après négociations. Parmi ces condamnés, certains à de longues peines, figuraient des soldats réguliers.
La durée de captivité a été variable, de deux à trois mois pour les plus courtes, dix mois pour beaucoup.

## Le souvenir de la captivité
Les prisonniers ont beaucoup écrit, certains ont tenu un journal quotidien. Quelques-uns ont été publiés au cours des décennies suivant la guerre. Les documents originaux non retouchés reflètent la diversité des expériences, des épreuves les plus pénibles, à des captivités acceptables, de la dureté de certains gardiens, aux rapports amicaux avec la population. La plupart des officiers ont évité par patriotisme les contacts avec les classes dirigeantes. Tous ont constaté l’explosion du nationalisme allemand. La plupart sont revenus avec la conviction d’une hostilité du peuple allemand. Cependant beaucoup lui reconnaissent des qualités : ordre, propreté des appartements. L’ennemi héréditaire est en même temps un modèle dont la France devrait s’inspirer.

## Les prisonniers allemands
Beaucoup moins nombreux que les prisonniers français, quelques-uns des prisonniers allemands en France ont laissé des témoignages très variés d’une captivité sinistre dans des locaux infects, dont ils conservent une image noire de la France, à des séjours agréables dans le Midi ou en Algérie.
L’écrivain Théodore Fontane, prisonnier civil à l'île d'Oléron,  a publié des souvenirs. Sa description de la France et des Français y est sévère.